# Литвинов, Прокофий Лукич
Прокофий Лукич Литвинов (1914—1944) — красноармеец Рабоче-крестьянской Красной Армии, участник Великой Отечественной войны, Герой Советского Союза (1945).

## Биография
Прокофий Литвинов родился в 1914 году в городе Алёшки Днепровского уезда Таврической губернии Российской империи (ныне — Херсонская область Украины). Окончил пять классов школы. В декабре 1943 года Литвинов был призван на службу в Рабоче-крестьянскую Красную Армию и направлен на фронт Великой Отечественной войны. К августу 1944 года гвардии красноармеец Прокофий Литвинов был стрелком 4-й стрелковой роты 84-го гвардейского стрелкового полка 33-й гвардейской стрелковой дивизии 2-й гвардейской армии 1-го Прибалтийского фронта. Отличился во время боёв на территории Литовской ССР.
18 августа 1944 года Литвинов участвовал в боях под Шяуляем на Тильзитской дороге. В тех боях он лично уничтожил около 30 солдат и офицеров противника. В критический момент боя Литвинов бросился с гранатой под один из наступавших танков «Тигр», уничтожив его ценой своей жизни. Похоронен в местечке Бубяй Шяуляйского района Литвы.
Указом Президиума Верховного Совета СССР от 24 марта 1945 года за «образцовое выполнение боевых заданий командования на фронте борьбы с немецкими захватчиками и проявленные при этом мужество и героизм» гвардии красноармеец Прокофий Литвинов посмертно был удостоен высокого звания Героя Советского Союза. Также был награждён орденом Ленина и медалью.

## В воспоминаниях современников
…. трудные испытания … выпали … на долю воинов 33-й гвардейской стрелковой дивизии генерал-майор П. М. Волосатых, которая прикрывала шоссе, ведущее от Тильзита на Шяуляй. … 4-я стрелковая рота 84-го гвардейского стрелкового полка два часа удерживала перекрёсток дорог у деревни Горды, отбивая все атаки врага. Но вот 7 фашистских танков ворвались на позиции подразделения. Первым на их пути встал рядовой Прокофий Лукич Литвинов. С противотанковыми гранатами в руках он бросился под головной танк и остановил его. Потрясённые его самопожертвованием, бойцы подбили ещё два танка, а остальных заставили отступить. П. Л. Литвинову было посмертно присвоено звание Героя Советского Союза.
— Герой Советского Союза  Маршал Советского Союза   Баграмян И.Х.  Так  шли мы к победе. -  М: Воениздат, 1977.- С.407.